# أمير العماري
أمير العماري هو لاعب كرة قدم عراقي يلعب في مركز الوسط ولد في يوم 27 يوليو 1997، يلعب حالياً مع نادي كراكوفيا البولندي، ويلعب مع منتخب العراق.

## حياته
ولد أمير فؤاد عبود العماري يوم 27 تموز 1997 في السويد لأب عراقي وأم فلسطينية.

## إحصائيات
آخر تحديث 14 تشرين الثاني 2024.
| منتخب العراق | منتخب العراق | منتخب العراق | منتخب العراق |
| العام        | المباريات    | الأهداف      |              |
| ------------ | ------------ | ------------ | ------------ |
| 2021         | 5            | 1            |              |
| 2022         | 6            | 0            |              |
| 2023         | 12           | 0            |              |
| 2024         | 13           | 1            |              |
| المجموع      | 36           | 2            |              |

### الاهداف الدولية مع المنتخب
نتيجة العراق مدرجة أولًا. يشير عمود الهدف إلى النتيجة بعد كل هدف سجله أمير.
|  | يشير إلى فوز العراق بالمباراة     |
|  | يشير إلى انتهاء المباراة بالتَّعادل |
|  | يشير إلى خسارة العراق في المباراة |

| #  | التاريخ              | المكان                      | الخصم   | الهدف | النتيجة | المسابقة          |
| -- | -------------------- | --------------------------- | ------- | ----- | ------- | ----------------- |
| 1. | 11 تشرين الثاني 2021 | استاد ثاني بن جاسم، الدوحة  | سوريا   | 1–1   | 1–1     | تصفيات كأس العالم |
| 2. | 26 آذار 2024         | ملعب ريزال التذكاري، مانيلا | الفلبين | 2–0   | 5–0     | تصفيات كأس العالم |

## الجوائز والإنجازات

### الجماعية
العراق
- كأس الخليج العربي (1): 2023
- كأس ملك تايلاند (1): 2023

## روابط خارجية
- أمير العماري على موقع اتحاد السويد (السويدية)
- أمير العماري على موقع قاعدة بيانات كرة القدم.إي يو (الإنجليزية)
- أمير العماري على موقع ناشيونال فوتبول تيمز (الإنجليزية)
- أمير العماري على موقع Soccerway.com (الإنجليزية)
- أمير العماري على موقع عالم كرة القدم.نت (الإنجليزية)